# Марки (город)
Марки (пол. Marki) — город в Польше, входит в Мазовецкое воеводство,  Воломинский повят.  Имеет статус городской гмины. 

## География
Занимает площадь 26,03 км².

## Население
Население — 23 376 человек (на 2006 год).

## Фотографии

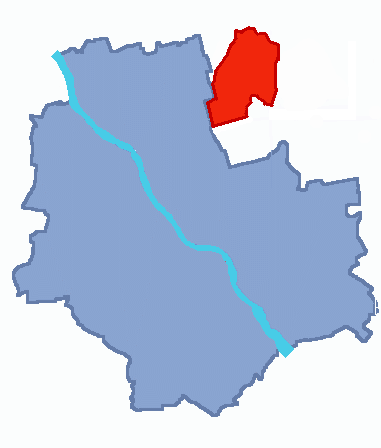
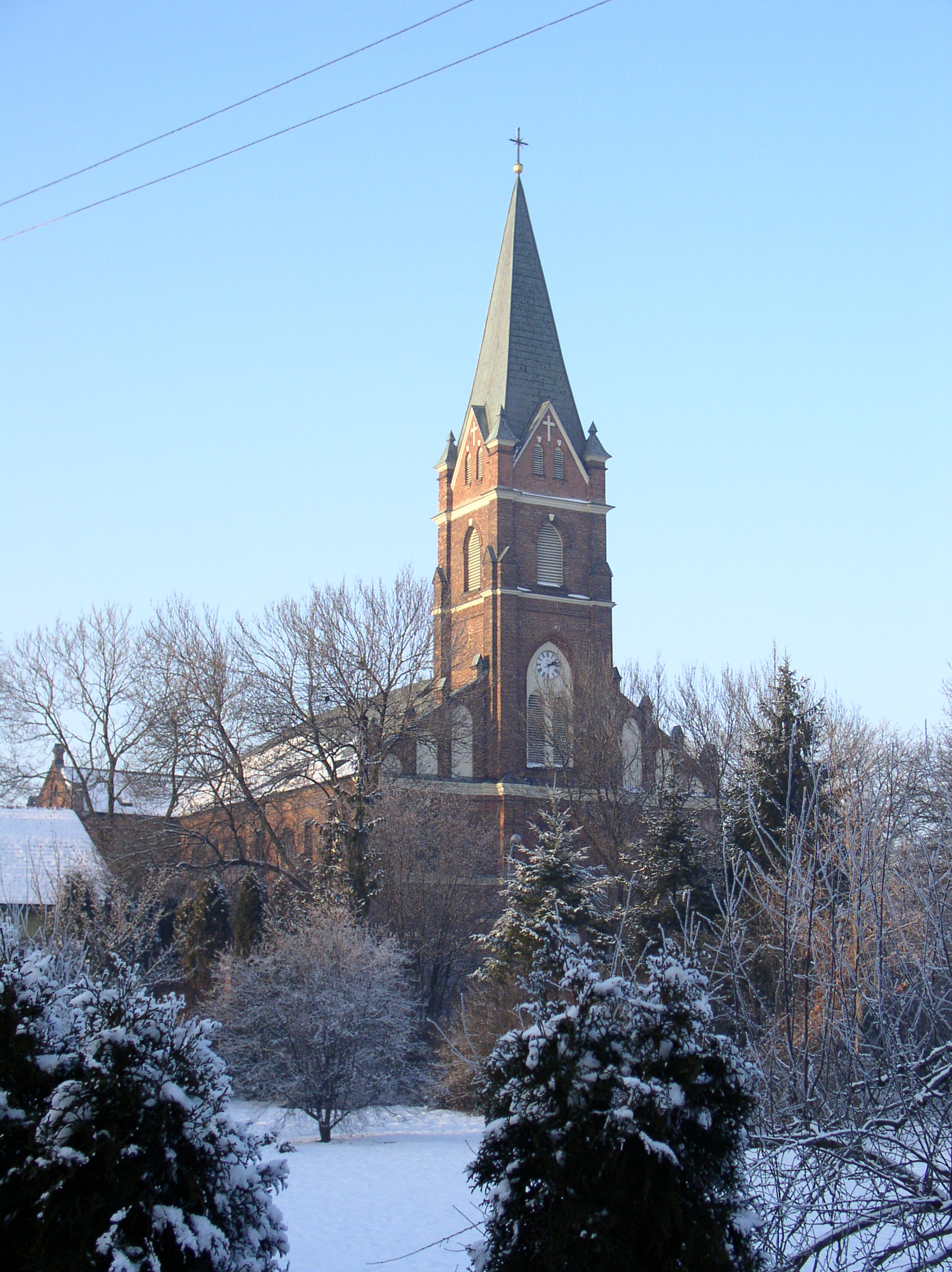
Костёл